# 情劍山河
《情剑山河》，是1995年台湾电视公司八點檔古装电视剧，取材宋太祖和南唐李后主的传说故事。制作、取景与中国大陆的上海电视台合作。1986年的新加坡古装剧《绝代双雄》，2005年的中国大陆电视剧《问君能有几多愁》，都是基于同一题材的创作。

## 演员表

### 主演
- 秦风 饰 李煜（配音：孙德成）
- 吴兴国 饰 赵匡胤（配音：石班瑜）
- 倪齐民 饰 赵匡义（配音：魏伯勤）
- 黎燕珊 饰 周嘉敏（配音：杜素真）
- 关咏荷 饰 赵京娘（配音：杜素真）
- 何晴 饰 周娥皇（配音：方雪莉）
- 邓美芳 饰 窅娘（配音：张筱芬）

### 南唐
- 戴自华 饰 秋水（配音：张筱芬）
- 邬瑜佩 饰 流珠（配音：董锦萍）
- 马幼兴 饰 烛庆（配音：魏伯勤；南唐近侍）
- 高欣欣 饰 保仪（配音：方雪莉、贺世芳 【第1集】）
- 许承先 饰 李璟（配音：孙中台）
- 朱曼芳 饰 钟皇后（配音：张筱芬、姜瑰瑾【第1集】）
- 刘非 饰 长老（配音： 陈明阳；南唐国师，北宋密使）
- 杨适豪 饰 李从善（配音：李香生）
- 戈伟家 饰 李弘冀（配音：魏伯勤）
- 虞桂春 饰 韩熙载（配音：陈明阳）
- 姚安濂 饰 张洎（配音：魏伯勤）
- 严志平 饰 潘佑（配音：魏伯勤、李香生）
- 吴竞 饰 周夫人（配音：张筱芬）
- 周宗（配音：陈明阳）
- 陈乔（配音：李香生、孙中台）
- 徐铉（配音：李香生、王彼得【10集之前】）
- 林仁肇（配音：陈明阳、孙中台）
- 黄进（配音：孙中台；宦官总管）

### 北方（后周、宋朝）
- 王伟平 饰 周世宗（配音：李香生）
- 张兰 饰 符皇后（配音：张筱芬）
- 沈晓海 饰 王审琦（配音：孙中台、魏伯勤）
- 方舟波 饰 张永德（配音：陈明阳）
- 朱艺 饰 韩通（配音：孙德成）
- 张鸿鑫 饰 范质（配音：孙中台）
- 包福明 饰 陈抟（配音：李香生）
- 马晓峰 饰 赵普（配音：李香生）
- 黄膺勋 饰 王彦升（配音：李香生）
- 郑毓芝 饰 杜太后（配音：杜素真）
- 赵弘殷（配音：孙中台）
- 赵光美（配音：李香生）
- 石守信（配音：孙中台、魏伯勤）
- 曹彬（配音：孙中台）
- 玉蓝（配音：方雪莉；赵匡胤皇后）

## 音乐
| 曲序 | 曲目                   |              | 作曲   | 演唱           |
| ---- | ---------------------- | ------------ | ------ | -------------- |
| 1.   | 风雨爱人（片头曲）     | 连水淼       | 左宏元 | 李翊君         |
| 2.   | 沙漏（片尾曲）         |              |        | 许茹芸         |
| 3.   | 人生长恨水长东（插曲） | 连水淼、李煜 | 左宏元 | 刘家妏         |
| 4.   | 一人看两人浓（插曲）   | 连水淼       | 左宏元 | 张慧清         |
| 5.   | 玉楼春（插曲）         | 李煜         | 左宏元 | 张真           |
| 6.   | 虞美人（插曲）         | 李煜、连水淼 | 左宏元 | 张慧清         |
| 7.   | 唐朝街歌（插曲）       | 李煜         | 左宏元 | 张慧清、徐雅君 |
| 8.   | 情义两端（插曲）       | 姚谦         | 左宏元 | 张真           |